# Hemiphyllodactylus margarethae
Espèce
Hemiphyllodactylus margarethae est une espèce de geckos de la famille des Gekkonidae.

## Répartition
Cette espèce est endémique de Sumatra en Indonésie.
Sa présence à Nias est incertaine.

## Description
Hemiphyllodactylus margarethae mesure de 36,0 à 46,9 mm, queue non comprise.
La tête est beaucoup plus longue que large. Le nez est aussi long ou un peu plus long que la distance de l'œil au milieu de l'oreille et mesure de 3/2 à 5/3 fois le diamètre de l'œil. L'oreille est petite et ovale ou à peu près ronde. La tête est couverte d'écailles granulaires qui sont plus grandes sur le nez. L'écaille rostrale est deux fois plus large que haute avec une incisure médiane. La narine est bordée par l'écaille rostrale, la première labiale supérieure et trois écailles. Le nombre des écailles labiales supérieures et celui des labiales inférieures varient de 10 à 11. L'écaille symphysiale est assez petite et triangulaire. Les plaques mentonnières sont élargies. Elles varient en nombre et en forme mais il y a toujours une paire qui forme une suture médiane derrière l'écaille . 
Le dos du corps est couvert de petits granules. Les écailles ventrales sont plus grandes et plates. Le mâle a onze pores pré-anaux placés dans une série angulaire. Il y a sept à huit pores fémoraux de chaque côté.
La queue, cylindrique, est couverte de petites écailles au dessus et d'écailles plus grandes en dessous. 
Les membres sont assez petits. La longueur du membre antérieur est égale à la moitié de la distance entre les membres. Les doigts ne sont pas liés entre eux par une membrane. Le premier doigt et le premier orteil, qui possède quelquefois un ongle très faible, sont rudimentaires. Six lamelles divisées sont présentes sous le quatrième orteil et cinq sous le cinquième orteil ainsi 
que sous le quatrième doigt.

## Étymologie
Cette espèce a très probablement été nommée en l'honneur de la future épouse de l'auteur, Margaretha Brongersma-Sanders (1905-1996).

## Publication originale
- Brongersma, 1931 : Reptilia. Résultats scientifiques du Voyage aux Indes Orientales Néerlandaises de LL. AA. RR. le Prince et la Princesse Léopold de Belgique. Mémoires du Musée Royal d'Histoire Naturelle de Belgique, Bruxelles, vol. 5, fasc. 2, p. 1-39, [p. 11]. (pdf)